# 51 Worldwide Games
51 Worldwide Games (世界のアソビ大全51?, Sekai No Asobi Taizen 51), noto come Clubhouse Games: 51 Worldwide Classics in America, è un videogioco party per Nintendo Switch, sviluppato da NDcube e pubblicato da Nintendo.

Schermata iniziale del gioco

Successore di 42 classici senza tempo (2005) per Nintendo DS, consiste in una raccolta di giochi di carte, da tavolo e da salotto provenienti da tutto il mondo, con l'aggiunta di alcuni minigiochi di simulazione come la pesca ed il pianoforte.
Alcuni giochi erano stati mostrati con la stessa modalità di gioco nel 2012 durante la presentazione di Wii U all’E3. I campi da golf sono gli stessi di quelli nel gioco Golf per NES.
Sono presenti spiegazioni semplificate ma corrette per ogni gioco, anche quelli particolarmente complessi come il Mah Jong giapponese.

## Modalità di gioco
Il gioco consiste in una raccolta di 51 giochi da tavolo più un simulatore di pianoforte giocabili sia in giocatore singolo che in multigiocatore, locale oppure online.
È anche presente una speciale modalità denominata “modalità mosaico”, che permette di utilizzare più Switch assieme per comporre un’immagine che continua da schermo a schermo.
In dettaglio:
- La versione demo gratuita del gioco comprende 4 di fila, Domino, Presidente e Piste elettriche.
- 44 giochi supportano 2 giocatori via gioco locale o Online Play.
- 9 giochi supportano  3 giocatori via gioco locale o Online Play.
- 8 giochi supportano  4 giocatori via gioco locale o Online Play (Presidente, disponibile nella demo, Domino, Ultima carta, Sevens, Blackjack, Texas Hold'em, Ludo)
- 3 giochi ed il Pianoforte supportano la  “modalità mosaico”, che permette di utilizzare fino a 4 Nintendo Switch in gioco locale per estendere l'area di gioco in vario modo. Tuttavia, a causa delle differenti dimensioni dello schermo, l'esperienza di gioco può variare combinando modelli OLED o Lite (Pesca, Carri armati co-op, Piste elettriche, Pianoforte).
- È possibile giocare in multiplayer locale (Local Play) con fino ad altri 3 giocatori che abbiano una Nintendo Switch ed una copia di 51 Worldwide Games o la demo gratuita di 51 Worldwide Games (Clubhouse Games Guest Pass)
- È possibile giocare in multiplayer online (Online Play) con amici che siano registrati nell'account Nintendo o con altri giocatori a caso nel mondo. È necessario che tutti i giocatori posseggano una copia del gioco, non la demo gratuita.

## Sviluppo
Il gioco è stato presentato con un trailer esplicativo durante il Nintendo Direct del 26 marzo 2020. Il gioco è uscito tre mesi dopo, il 5 giugno. 51 Worldwide Games è stato sviluppato da NDcube, che aveva precedentemente sviluppato Super Mario Party per Nintendo Switch.

## Giochi disponibili
Oltre ai 51 giochi disponibili, che sono ordinati da 1 a 51 e prendono denominazioni diverse a seconda delle localizzazioni, è presente anche un simulatore di pianoforte, disponibile solo in modalità giocatore singolo. I giochi sono i seguenti:

### Giochi da tavolo
- Mancala
- Lepre e segugi (in inglese Hare and Hounds o Paper Chase, Jeu de piste in francese, gioco di strategia)
- Mulino (schiera, tela, trea, tria, tris o filetto, in lingua inglese Nine men's Morris)
- Dama cinese (in inglese Chinese checkers)
- Punti e caselle (in inglese Dots and Boxes)
- Piena e parziale (Mastermind, nella versione inglese del gioco chiamato Hit and Blow)
- Hex
- Dama (in inglese Checkers)
- 4 di fila (Forza quattro o in lingua inglese Four-in-a-Row)
- Backgammon
- Ludo
- Domino
- Yacht (Yahtzee)
- Voltafaccia (Othello, Renegade nella versione inglese)
- Mah Jong giapponese (noto anche come Riichi Mah Jong, da non confondere con il solitario, una versione del Mah Jong che ricorda quella regolata dalla Federazione Italiana Mah Jong[7]:, ma priva di muraglia e con gli scarti ordinati)
- Scacchi
- Gomoku (versione semplificata di go)
- Shōgi (scacchi giapponesi)
- Mini shōgi

### Giochi di carte
- Hanafuda
- Texas Hold’Em
- Black Jack
- Ultima carta (noto come Otto americano, Crazy Eights o Ocho Loco, simile ad UNO)
- Presidente
- Sevens (Domino a carte o in lingua inglese Card Dominoes)
- Takoyaki
- Presto! (in lingua inglese Speed)
- Memoria (in lingua inglese Matching)
- Coda di maialino
- Guerra di carte (in inglese semplicemente War)

### Sport
- Tennis da tavolo
- Baseball da tavolo
- Boxe da tavolo
- Calcio da tavolo
- Curling da tavolo
- Bowling
- Freccette
- Biliardo
- Hockey da tavolo (noto anche come Air hockey)
- Golf (semplice gioco di simulazione)

### Giochi di varietà
- Tiro al bersaglio
- Carrom
- 6 sfere (in inglese 6-Ball Puzzle)
- Carro vs carro
- Carri armati co-op
- Pesca
- Pista elettrica (pista macchinine elettriche, slot car in lingua inglese)

### Giochi per un giocatore
- Pannelli scorrevoli
- Solitario Mah Jong
- Solitario Klondike
- Solitario Spider
- Pianoforte (un simulatore di pianoforte e sintetizzatore)

## Accoglienza
Nel luglio 2020, Nintendo ha pubblicato le statistiche sulla popolarità globale di ciascun gioco, con 1,5 milioni di giocatori di punti e riquadri.
Il gioco ha ricevuto recensioni generalmente positive, principalmente attribuite alla presentazione, alla selezione di giochi disponibili, all'ampia attenzione ai contenuti per giocatore singolo, alle funzionalità online e al matchmaking. Anche l'intelligenza artificiale del gioco è stata elogiata come sorprendentemente resistente. Ben Kuchera di Polygon ha elogiato la selezione del gioco in un pacchetto semplice e i tutorial. Christian Donlan di Eurogamer ha elogiato la presentazione, la raffinatezza e l'atmosfera. Chris Scullion di Nintendo Life ha elogiato il tentativo del matchmaking online di non far aspettare i giocatori indicando agli altri giocatori quali giochi hanno selezionato.